# Zangetsu
Zangetsu er Ichigo Kurosakis våben og kræfter i animeserien Bleach. Dens første form, var en stor og lang katana. Senere blev den ødelagt af Byakuya Kuchiki. Han blev taget hen til Urahara for at få sine shinigami evner tilbage. I sin anden prøve var han ved at forvandle sig til en hollow. Han blev taget til hans indre verden, hvor han mødte en sortklædt mand. Han prøvede at fortælle sit navn, men Ichigo kunne ikke høre ham. Ichigo faldt ned og der var masser af kasser, med hvide bånd. Manden sagde: "En af kasserne er dine shinigami evner! Find den før du forvandler dig!" Ichigo husker tilbage hvad Ishida sagde, og tog en kasse med rødt bånd. Derinde lå hans ødelagte sværd som han tog ud. Han kom så tilbage til Urahara og de andre, med shinigami klæder og en hollow maske. Masken faldt af og Ichigo blev taget til den sidste prøve. Ichigo skulle kæmpe mod Urahara, hvor han skulle slå hans hat af med hans ødelagte sværd. Til sidst fortalte manden hans navn, og Ichigo råbte "Zangetsu!" Så stod Ichigo med et kæmpe sværd. Ichigo brugte "Shikai" (første udslip), som er sværdets anden form. De plejer at vende tilbage til deres originale form, men Zangetsu beholdte sin nye form.